# Dodatna fotografija
Dodatna fotografija (v angleščini pogosto ''additional photography'' ali ''additional unit'' (dodatna enota)), je izraz, ki se ga uporablja pri filmski in televizijski produkciji v času dejanske produkcije oziroma snemanja, sočasno s principalno in sekundarno fotografijo.
Večje filmske produkcije se poslužujejo več delovnih filmskih enot, kjer vsaka poskrbi za posnet material točno določenega elementa. Največkrat je govora, ko se kadre snema na več kontinentih oziroma v več državah hkrati in glavna ekipa ne more biti prisotna na vseh mestih hkrati. Ta fotografija je suport primarni (principalni) fotografiji, saj bodo člani ekipe prve enote prihajali na delo k dodatnim enotam, od tega pa se ta enota razlikuje od sekundarne fotografije, kjer igralcev in drugih vidnejših članov najverjetneje ne bo na spregledu (razen producenta, režiserja, scenografa ipd.). Pri dodatnih enotah bodo ne samo vidnejši, temveč tudi drugi člani filmske ekipe (snemalci, rekviziterji, boom operaterji, frizerji...), migrirali od enote do enote. 
Primer takšne produkcije je, ko nek film na primer snemajo v New Yorku (takšno ''terciarno'' enoto bodo poimenovali Additional Photography: New York ali Additional Unit: New York ali pa kar New York Unit). Čeprav bi vsaka naslednja enota bila lahko poimenovana, kot ''tretja (terciarna), četrta ipd., jih imenujejo kar kot vsaka naslednja ''dodatna'' ali pa po kraju, kjer je bil material posnet.
Velikokrat produkcije najamejo lokalna produkcijska podjetja, da jim pomagajo s samo organizacijo (prenočišča, vize, transport, kasting statistov, varnost, catering...).